# 2. april
2. april je 92. dan leta (93. v prestopnih letih) v gregorijanskem koledarju. Ostaja še 273 dni.

## Dogodki
- 1787 – Jožef II. sprejme nov kazenski zakonik
- 1792 – dolar uradno postane denarna enota ZDA
- 1868 – v Mariboru izide prva številka časnika Slovenski narod
- 1912 – RMS Titanic opravi testiranja na morju.
- 1945 – zavezniki začnejo zadnjo ofenzivo v Italiji
- 1974 – po Mehiškem zalivu divja tornado, ki zahteva čez 300 smrtnih žrtev
- 1982 – argentinska mornarica začne invazijo na Falklandske otoke
- 2007 – potres in cunami na Salomonovih otokih sta povzročila vsaj 39 smrti, več tisoč ljudi pa je ostalo brez strehe nad glavo
- 2015 – teroristična skupina Al-Shabaab napade univerzo v Garissi, Kenija, in ubije 148 ljudi

## Rojstva
- 181 – Šjan, zadnji cesar dinastije Han († 234)
- 742 – Karel Veliki, frankovski vladar († 814)
- 1348 – Andronik IV. Paleolog, bizantinski cesar († 1385)
- 1473 – Ivan Korvin, slavonski herceg in hrvaški ban († 1504)
- 1565 – Cornelis de Houtman, nizozemski raziskovalec in pomorščak († 1599)
- 1618 – Francesco Maria Grimaldi, italijanski fizik, astronom, matematik († 1663)
- 1725 – Giacomo Casanova, beneški (italijanski) pustolovec, duhovnik, pisatelj, vohun, diplomat († 1798)
- 1798 – August Heinrich Hoffmann von Fallersleben, nemški pesnik, jezikoslovec, književni zgodovinar († 1874)
- 1805 – Hans Christian Andersen, danski pisatelj, pesnik († 1875)
- 1806 – Giacomo Antonelli, italijanski kardinal († 1876)
- 1814 – Erastus Brigham Bigelow, ameriški industrialec († 1879)
- 1840 – Émile Zola, francoski pisatelj († 1902)
- 1841 – Clément Ader, francoski izumitelj in letalski pionir († 1925)
- 1861 – Ivan Perša, slovenski duhovnik in pisatelj na Madžarskem († 1935)
- 1900 – Roberto Arlt, argentinski pisatelj, dramatik, novinar († 1942)
- 1903 – Ciril Debevec, slovenski gledališki igralec in režiser († 1973)
- 1914 – sir Alec Guinness, angleški filmski igralec († 2000)
- 1919 – sir Ian Hunter, škotski glasbeni menedžer († 2003)
- 1926 – sir Jack Brabham, avstralski avtomobilistični dirkač, 3x svetovni prvak Formule 1 († 2014)
- 1927 – Ferenc Puskás, madžarski nogometaš († 2006)
- 1931 – Jacques Miller, francosko-avstralski biolog
- 1932: 
  - Edward Michael Egan, ameriški kardinal († 2015)
  - Siegfried Rauch, nemški igralec († 2018)
- 1934 – Paul Joseph Cohen, ameriški matematik († 2007)
- 1940 – Mike Hailwood, britanski avtomobilski in motociklistični dirkač († 1981)
- 1947 – Tua Forsström, finska pisateljica in pesnica
- 1957 – Barbara Jordan, ameriška tenisačica
- 1968 – Ignacija Fridl Jarc, slovenska filozofinja, komparativistka in kritičarka
- 1975 – Katrin Rutschow-Stomporowski, nemška veslačica
- 1995 – Antti Aalto, finski smučarski skakalec
- 1998 – Brandon McNulty, ameriški cestni kolesar

## Smrti
- 1075 – Al-Qa'im, abasidski kalif (* 1001)
- 1111 – Eufemija Ogrska, češka vojvodinja žena (* 1045/1050?)
- 1118 – Baldvin Boulonjski, križar, grof Edese, jeruzalemski kralj (* 1058)
- 1209 – Elizabeta Velikopoljska, češka kneginja in lužišks grofica (* 1152)
- 1272 – Rihard Cornwallski, 1. grof Cornwall, grof Poitouja, nemški kralj, križar (* 1209)
- 1284 – Verner iz Eppsteina, mainški nadškof, nemški kancler (* 1225)
- 1305 – Ivana I. Navarska, grofica Šampanje, kraljica Navarre[1], francoska kraljica (* 1273)
- 1335 – Henrik VI. Koroški, koroški vojvoda, kranjski (VI.) in moravski mejni grof, tirolski grof, češki kralj (* 1265)
- 1412 – Ruy Gonzáles de Clavijo, španski diplomat
- 1791 – Mirabeau, francoski pisatelj, govornik, politik (* 1749)
- 1820 – Thomas Brown, škotski razsvetljenski filozof (* 1778)
- 1835 – Štefan Baler, slovenski pisatelj, luteranski duhovnik, avtor in učitelj, dekan in šolski nadzornik (* 1760)
- 1872 – Samuel Morse, ameriški izumitelj, slikar (* 1791)
- 1885 – Justo Rufino Barrios, gvatemalski predsednik (* 1835)
- 1891 – Ahmed Vefik Paša, turški državnik (* 1823)
- 1930 – Zavditu, etiopska nigiste negasti (kraljica) (* 1876)
- 1974 – Georges Pompidou, francoski predsednik (* 1911)
- 1995 – Hannes Olof Gösta Alfvén, švedski elektroinženir, astrofizik, nobelovec 1970 (* 1908)
- 2005 – Janez Pavel II., papež poljskega rodu (* 1920)

## Prazniki in obredi
- mednarodni dan otroških knjig

1. ↑  oboje iure uxoris